# Elektrizitätswerk Wesertal
Die Elektrizitätswerk Wesertal GmbH war ein Energieversorgungsunternehmen mit Hauptsitz in Hameln. Im Juni 2002 wurde Wesertal zusammen mit dem Elektrizitätswerk Minden-Ravensberg (EMR) und mit der PESAG durch den E.ON-Konzern übernommen und am 1. Oktober 2003 zur Tochtergesellschaft E.ON Westfalen Weser fusioniert.
Zum Versorgungsgebiet mit Strom, Erdgas, Wasser und Wärme zählten Teilbereiche Südniedersachsens und von Ostwestfalen-Lippe.

## Geschichte

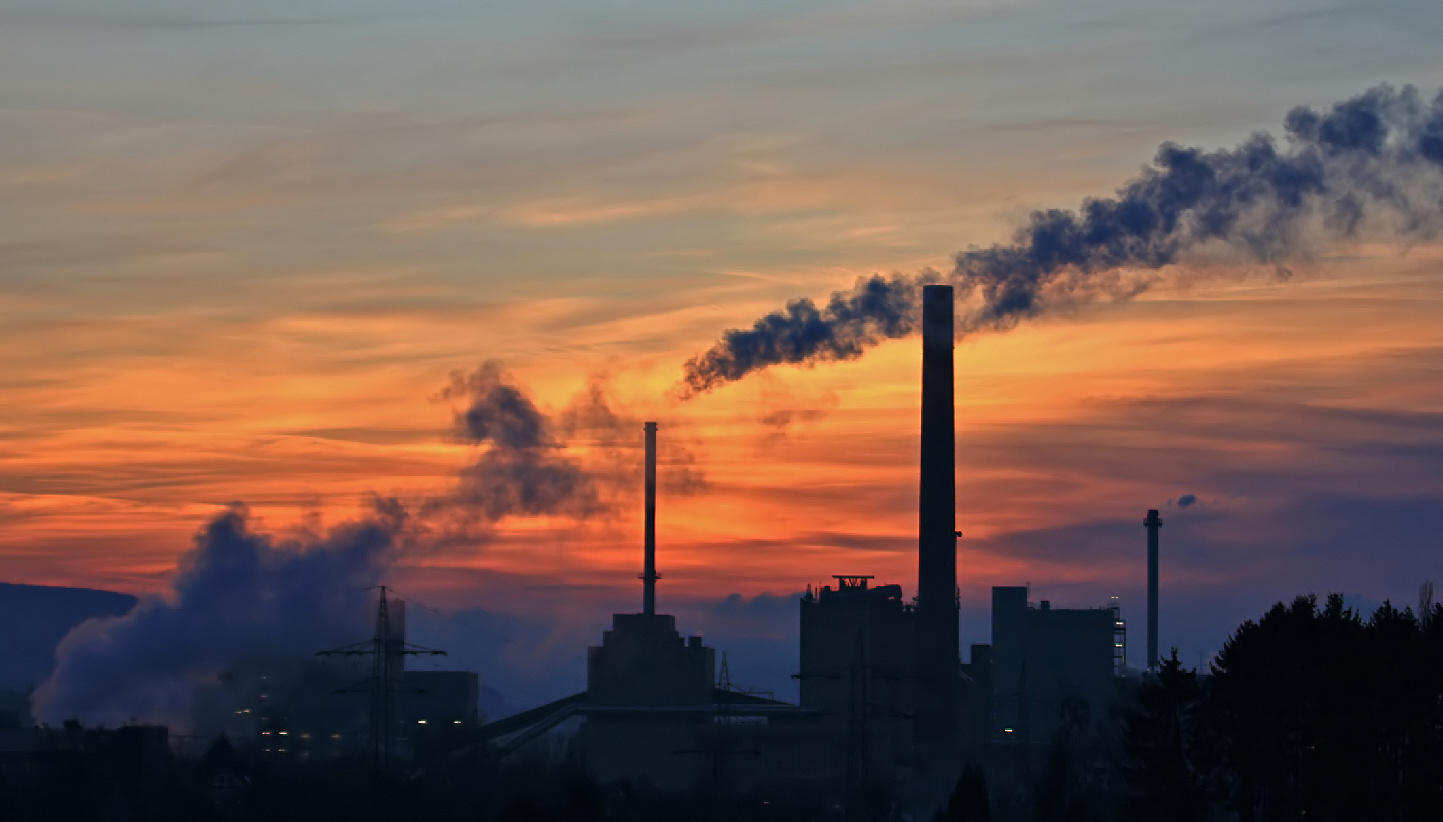
Das Elektrizitäts- und Fernwärmewerk in Afferde (2011), im Vordergrund sind die für das Elektrizitätswerk Wesertal typischen Hochspannungsmasten in umgekehrter Donauanordnung zu erkennen.

Gegründet wurde das Unternehmen als Electricitätswerk Wesertal am 27. Juni 1912 in Afferde bei Hameln durch den Landkreis Hameln, die Grafschaft Schaumburg und den Landkreis Holzminden, unterstützt durch die „Allgemeine Electricitäts-Gesellschaft“ (AEG) mit Sitz in Berlin. Das erste Kohlekraftwerk von Wesertal wurde im Herbst 1913 durch die AEG-Tochtergesellschaft „Elektrizitäts-Lieferungs-Gesellschaft“ (ELG) fertiggestellt. Ab 1919 beteiligte sich auch das Fürstentum Lippe an dem nun umfirmierten Unternehmen Elektrizitätswerk Wesertal GmbH. Ab 1920 übernahm Wesertal auch Teile der Gasversorgung in den Kreisen.
1924 gründete Wesertal die Extertalbahn AG, eine Verbindungsstrecke von Barntrup bis Rinteln und im Jahr darauf erfolgte die Gründung des ÖPNV-Unternehmens Kraftverkehrsgesellschaft Hameln mbH (KVG), deren Besitzanteile im Dezember 1999 verkauft wurden.
1952 wird die das Tochterunternehmen Ferndampfversorgung Hameln GmbH (FVH) gegründet, die die Kraft-Wärme-Kopplung nutzte. Im gleichen Jahr wird mit dem Elektrizitätswerk Minden-Ravensberg (EMR) eine Interessen- und Arbeitsgemeinschaft mit Namen „INTERARGEM“ gegründet. Aus dieser Kooperation der benachbarten kommunalen Stromversorgern und mit den Stadtwerken Bielefeld entstand das Gemeinschaftskraftwerk Weser in Veltheim in der Nähe von Vlotho. Es hatte eine Leistung von zunächst 550 kW und wurde teilweise durch politischen Druck (300 MW Erlass des Bundeswirtschaftsministerium aus dem Jahre 1964) Schritt für Schritt erweitert.
1977 baut Wesertal eine Müllverbrennungsanlage in Hameln auf, die von der Tochtergesellschaft Müllverbrennung Hameln GmbH (MVH) betrieben wird und übernahm auch einen 33,3 %-Anteil an der Müllverbrennungsanlage Bielefeld-Herford GmbH, die in Heepen eine Verbrennungsanlage betrieb.
Im Januar 1978 erfolgte die Übernahme der Betriebsführung für die Stadtwerke Lage GmbH in Lage.

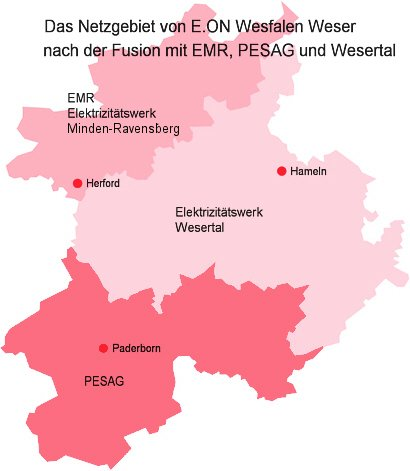
2003 wird die Wesertal GmbH zur E.ON Westfalen Weser AG fusioniert

Ab Februar 1985 begann der kommerzielle Betrieb des Kernkraftwerks Grohnde, an dem Wesertal über die Gemeinschaftskraftwerk Weser GmbH beteiligt war.
Ab 1987 setzte Wesertal Hubschrauber zur jährlichen Kontrolle der Masten und des Hoch- und Mittelspannungsnetzes im Versorgungsgebiet ein.
1994 war das Unternehmen auch zuständig für die Erhebung der Kanalentsorgungsgebühren für Haushalte in den Städten Hameln, Hessisch-Oldendorf, Lage und in der ehemaligen Samtgemeinde Stadtoldendorf. Für den Bereich des Landkreises Holzminden wurden von 1995 bis 2000 auch Abfallentsorgungsgebühren für den Restmüll und Biomüll im Auftrag der kommunalen Abfallwirtschaft Landkreis Holzminden (AWH) eingezogen.
Ab 1996 übernahm Wesertal auch die Versorgung und Gebührenerhebung für Wasser und Entwässerung in Salzhemmendorf.
Bis 1999 wurde das Heizkraftwerk Afferde mit drei Brennkammern auf Holzbetrieb umgestellt und hat eine Feuerungswärmeleistung von 124 MW und erlaubt die Gewinnung von jährlich 60 Mio. kWh elektrischer Energie und 165 Mio. kWh Fernwärme.
Am 9. September 1999 verkauften die kommunalen Gesellschafter:
- Landkreis Holzminden
- Landkreis Hameln-Pyrmont
- Landkreis Schaumburg und der
- Kreis Lippe

das Unternehmen für 378 Millionen Euro an die finnische Fortum-Gruppe. Für den Landkreis Holzminden ergab sich daraus ein Verkaufserlös von rund 89 Millionen Euro.
Im selben Jahr als Tochtergesellschaft der Fortum Energie wurden erstmals auch Wahltarife eingeführt, die niedrigere Arbeitspreise anboten, allerdings zuzüglich von pauschalen Grundpreisen von 180 bis 210 Euro pro Jahr (Stand: 2000). So entschieden sich 2000 rund 30.000 Kunden für den neuen Wahltarif „Wesertal extra“, der für Haushalte mit einem Jahresverbrauch ab 2.000 kWh genutzt werden konnte.
2001 versorgte die Wesertal GmbH 190.000 Kunden mit Strom (Stromabsatz: 3 Milliarden kWh) und Gas. Der Umsatz betrug 236 Millionen Euro.
Im Februar 2001 wird ein Stromlieferungsvertrag mit dem Unternehmen Merz Pharma für sechs Standorte in Frankfurt am Main, Groß-Bieberau, Reinheim und Bad Salzuflen mit insgesamt rund 8,5 Mio. kWh jährlich abgeschlossen. Erst zuvor gelang der Fortum-Tochter der Abschluss von Stromlieferungsverträgen mit der Bundeswehr und ihren Standorten in Niedersachsen und Bremen, darunter auch die Marinestützpunkte.
Wesertal unterhielt neben dem Stammsitz in Hameln (Customer Care Center) auch 7 sogenannte Wesertal Service Center (WSC) in Blomberg, Bodenwerder, Bösingfeld, Hessisch Oldendorf, Holzminden und Rodenberg.
2002 versorgte Wesertal 170.000 Haushalte und 2.000 Betriebe mit Strom, 20.000 Kunden mit Gas und 98.000 Einwohner in 86 Ortschaften mit Trinkwasser.
Ende Januar 2002 wurde gegen die Wesertal GmbH ein Kartellverfahren wegen des Verdachts missbräuchlich überhöhter Netznutzungsentgelte eingeleitet. Die Ermittlungen konzentrierten sich auf den Bereich der leistungsgemessenen Kunden in der Nieder- und Mittelspannung. Nach Absenkung der Entgelte um 20 % wurde das Verfahren eingestellt.
Am 8. April 2002 wurde die Wesertal GmbH mit rund 520 Mitarbeitern von der Fortum Oyj (Finnland) mitsamt der deutschen Tochtergesellschaft Fortum Energie GmbH für 545 Millionen Euro zum 10. Juni 2002 an die E.ON Energie AG verkauft. Bereits seit November 2001 suchte Fortum einen Käufer. Im gleichen Jahr erfolgt der Abschluss eines neuen Betriebsführungsvertrags mit der Stadtwerke Lage GmbH und der Übernahme von 45 % der Anteile an den Stadtwerken.
Ab 1. Oktober 2003 ging Wesertal dann in die E.ON Westfalen Weser AG mit Unternehmenssitz in Paderborn auf, deren Vorstandsmitglied auch der ehemalige Wesertal-Geschäftsführer Hans-Peter Villis wurde. Aus dem Stammsitz in Hameln wurde ein Kompetenzzentrum. Das Hochspannungsnetz (110 Kilovolt) von Wesertal war 2003 rund 560 Kilometer lang. Das Mittelspannungsnetz (30 Kilovolt bis 10 Kilovolt) hatte eine Länge von über 2.800 Kilometern, davon rund 1.000 Kilometer Freileitungen.

## Tochtergesellschaften und Beteiligungen vor der Übernahme 2002
- 100 % Wesertal Service GmbH (1998 gegründet)
- 100 % Enertec Hameln GmbH (EH) (Fusionsgesellschaft aus Heizkraftwerk Afferde, Müllverbrennung Hameln GmbH und der Fernwärmeversorgung GmbH)
  - über Enertec: 33,3 % Müllverbrennungsanlage Bielefeld-Herford GmbH
- 33,3 % Gemeinschaftskraftwerk Weser GmbH (GKW) (Steinkohlekraftwerk) in Porta Westfalica
  - über GKW mit 16,66 % beteiligt am Gemeinschaftskernkraftwerk Grohnde GmbH (KWG)

## Geschäftsführer
- 1994: Walter Spangenberg
- 1995: Walter Spangenberg und Klaus H. Steffens
- 1996: Klaus H. Steffens und Ernst Hoefft
- 1998: Klaus H. Steffens
- 1999: Klaus H. Steffens (Vorsitzender) und Klaus-Dieter Maubach
- 2000–2001: Klaus-Dieter Maubach (ab 2007 Vorstandsvorsitzender der E.ON Energie) und Henning Probst
- 2001–2002: Henning Probst (seit Juli 2006 Vorstandsvorsitzender der E.ON Westfalen Weser AG).
- bis 30. September 2003: Hans-Peter Villis

Letzter Betriebsratsvorsitzender von Wesertal war: Norbert Kinast (bis September 2003)

## Preisentwicklung: Arbeitspreis netto für den Haushaltsgrundversorgungstarif
- 1994: 11,862 Eurocent (23,20 Pfennig) je kWh
- 1995: 12,629 Eurocent (24,70 Pfennig) je kWh
- 1996: 12,271 Eurocent (24,00 Pfennig) je kWh
- 1999: 12,271 Eurocent (24,00 Pfennig) je kWh
- 2002: 12,880 Eurocent (25,19 Pfennig) je kWh

Quelle: ehem. Wesertal GmbH, Allgemeiner Tarif bzw. Standard Tarif

## Preisentwicklung: Arbeitspreis netto inkl. Stromsteuer für Tarif ab 2.000 kWh
- 1999: 9,035 Eurocent (17,67 Pfennig) je kWh
- 2000: 9,290 Eurocent (18,17 Pfennig) je kWh
- ab Oktober 2000: 9,648 Eurocent (18,87 Pfennig) je kWh
- 2001: 9,89 Eurocent (19,37 Pfennig) je kWh
- ab November 2001: 11,89 Eurocent (23,28 Pfennig) je kWh

Quelle: ehem. Wesertal GmbH, Wesertal extra Tarif, zuzügl. Grundpreise